# Svetozar Pisarević
Svetozar Pisarević (Bosanski Šamac, 25. prosinca 1885. – Beograd, 3. studenog 1929.) bio je prvak beogradske opere.
Između dva svjetska rata, u tadašnjem svijetu glazbene umjetnosti, nastupao je u Ljubljanskoj i Zagrebačkoj operi, a 1919. godine postao je član tek osnovane Beogradske opere. Kao izrazit talenat i obrazovan umjetnik odmah je dobio niz velikih uloga. Pjevao je u operama Knez od Zete, Suton, Prodana nevjesta, Boris Godunov, Knez Igor, Ukleti Holandez, Žene windsorske i drugim. Dr Miloje Milojević posebno je isticao Pisarevićeve uloge kardinala Bronjija u operi Židovka, zatim starog Židova u operi Samson i Dalila i Sarastra u operi Čarobna frula. 
Iznenadna smrt Svetozara Pisarevića 1929. godine bila je ogroman gubitak mladoj beogradskoj opernoj pozornici. Povodom njegove smrti mjesečnik kazališne umjetnosti, koji je izlazio u Beogradu, uz ostalo naznačio je i sljedeće: Svetozar Pisarević je iz svoje čestite bosanske obitelji ponio oduševljenje za svaki napredak u životu ujedinjene domovine... U nekrologu Dr Miloja Milojevića, koji je objavila Politika, napisano je da je Svetozar Pisarević bio krupna ličnost našeg umjetničkog života. Imao je bas na izvanrednoj visini.